# Expreso 5 (Metropolitano)
El servicio Expreso 5 es uno de los 13 expresos que forma parte del Metropolitano en Lima, se lo puede reconocer por el color guinda y el logo de un "EX5" en los buses troncales.
Comenzó a brindar servicio el 11 de marzo del 2013 en el horario de 9:00 a 17:00. Con el funcionamiento de la ampliación del tramo norte del metropolitano hasta Comas el 18 de diciembre de 2023, luego de 10 años, se modificaría su recorrido quitando algunas paradas en su recorrido.
El 24 de abril del 2024 debido a reajustes de horarios entró de reemplazo del Expreso 4, partiendo también los días sábados, regresando su parada en la estación Caquetá y agregando una parada en la estación Izaguirre. Pese a los cambios, su recorrido no ha cambiado brindándose desde el terminal Naranjal hasta la estación Plaza de Flores en ambos sentidos, utilizando el ramal avenida Alfonso Ugarte y Avenida España.

## Horarios
| Horario de operación | Horario de operación | Horario de operación |
| EXPRESO              | Hacia el Sur         | Hacia el Norte       |
| -------------------- | -------------------- | -------------------- |
| Lunes a viernes      | 09:00 a 17:00        | 09:00 a 17:00        |
| Sábados              | 05:15 a 20:20        | 05:15 a 20:20        |
| Domingos y feriados  | Sin servicio         | Sin servicio         |

## Estaciones
A continuación, todas las estaciones del Expreso 5, en algunas estaciones se podían interconectar con diferentes servicios o expresos para una movilización de norte a sur o viceversa más rápida.
| N.º                           | Estación                          | Común con: |
| ----------------------------- | --------------------------------- | --- |
| 1                             | Terminal Naranjal (Embarque 1)    | Regular A · Regular B · Regular D · Expreso 2 · Super Expreso Norte                                                                |
| 2                             | Izaguirre                         | Regular A · Regular B · Regular D · Expreso 6                                                                                      |
| 3                             | Tomás Valle                       | Regular A · Regular B · Regular D · Expreso 6                                                                                      |
| 4                             | Universidad de Ingienería (UNI)   | Regular A · Regular B · Regular D · Expreso 13                                                                                     |
| 5                             | Caquetá                           | Regular A · Regular B · Regular D                                                                                                  |
| RAMAL ALFONSO UGARTE - ESPAÑA |                                   | |
| 6                             | España                            | Regular B · Regular D · Super Expreso Norte                                                                                        |
| RAMAL SUR                     |                                   | |
| 7                             | Estación Central (Embarque 9 sur) | Regular A · Regular B · Regular C · Regular D · Expreso 1 · Expreso 6 · Expreso 11 · Expreso 12 · Expreso 13 · Super Expreso Norte |
| 8                             | Canadá                            | Regular C · Expreso 2 |
| 9                             | Javier Prado                      | Regular C · Expreso 1 · Expreso 2 · Expreso 6 · Expreso 12                                                                         |
| 10                            | Carnaval Moreyna / Andrés Reyes   | Regular C · Expreso 1 · Expreso 2 · Expreso 6 · Expreso 12                                                                         |
| 11                            | Angamos                           | Regular C · Expreso 1 · Expreso 6 · Expreso 12                                                                                     |
| 12                            | Ricardo Palma                     | Regular C · Expreso 2 |
| 13                            | Plaza de Flores (Embarque 2 sur)  | Regular C |

| N.º                           | Estación                            | Común con:                                                                                                |
| ----------------------------- | ----------------------------------- | --- |
| 1                             | Plaza de Flores (Embarque 2 norte)  | Regular C                                                                                                 |
| 2                             | Ricardo Palma                       | Regular C · Expreso 2                                                                                     |
| 3                             | Angamos                             | Regular C · Expreso 1                                                                                     |
| 4                             | Carnaval Moreyna / Andrés Reyes     | Regular C · Expreso 1 · Super Expreso                                                                     |
| 5                             | Javier Prado                        | Regular C · Expreso 1                                                                                     |
| 6                             | Canadá                              | Regular C · Expreso 2                                                                                     |
| 7                             | Estación Central (Embarque 1 norte) | Regular A · Regular B · Regular C · Regular D · Expreso 1 · Expreso 11 · Expreso 13 · Super Expreso Norte |
| RAMAL ALFONSO UGARTE - ESPAÑA |                                     | |
| 8                             | España                              | Regular B · Regular D · Super Expreso Norte                                                               |
| RAMAL NORTE                   |                                     | |
| 9                             | Caquetá                             | Regular A · Regular B · Regular D                                                                         |
| 10                            | Universidad de Ingienería (UNI)     | Regular A · Regular B · Regular D                                                                         |
| 11                            | Tomás Valle                         | Regular A · Regular B · Regular D                                                                         |
| 12                            | Izaguirre                           | Regular A · Regular B · Regular D                                                                         |
| 13                            | Terminal Naranjal (Embarque 1)      | Regular A · Regular B · Regular D · Expreso 2 · Expreso 11 · Super Expreso Norte                          |

## Lugares recurrentes en los distritos de la trayectoria
Independencia
- Mercado Los Incas: Avenida Contisuyo 530
- Gasolinera Repsol: Av. Gerardo Unger 3869.
- Clínica Jesús del Norte:Av. Carlos Izaguirre 173.
- Gran terminal terrestre Plaza Norte: Av. Tupac Amaru 6899.
- Mercado Central FEVACEL: Av. Tomás Valle 111.

San Martín de Porres - Rímac
- Hospital de la Solidaridad "UNI"
- Sede Universidad de Ingeniería: Av. Gerardo Unger 254
- Fuerte General de División Rafael Hoyos Rubio: Av. Túpac Amaru 100
- Centro comercial "Caquetá Plaza": Av. Caquetá 399.
- Galerías Caquetá: Av. Caquetá 425.
- Mercado Mayorista de Frutas "El Trébol de Caquetá": Av. Caquetá 800.

Centro de Lima - Breña (ramal de Av. Alfonso Ugarte y Av. España.)
- Sede Policía Nacional Del Perú:Av. Bolivia 475.
- Comisaría Alfonso Ugarte: Av. Alfonso Ugarte 1352.
- Central Operativa de Investigación Policía Nacional del Perú: Av. España 321.
- Real Plaza Centro Cívico (Conexión directa con la Estación Central)
- (Arriba de la Estación Central) Palacio de Justicia de la República del Perú, Av. Paseo de la República
- (Arriba de la Estación Central) Sheraton Lima Historic Center (Hotel Sheraton) Av. Paseo de la República 170.

La Victoria
- Sede Requisitorias (PNP): Av. Canadá 100
- Edificio Interbank: Av. Carlos Villarán 197
- Ajinomoto del Perú S.A.: Av. P. de la República 2455

San Isidro
- The Westin Lima Hotel & Convention Center: Calle Las Begonias 450
- Hipermercado Tottus: Calle Las Begonias 785
- Falabella San Isidro:Av. P. de la República 3220
- Ripley San Isidro:Calle Las Begonias 545
- Plaza Vea San Isidro: Av. P. de la República 3440
- Edificio Entel: Av. P. de la República 3490
- Secretaría General de la Comunidad Andina: Av. P. de la República 3895

Surquillo
- Mercado Nº 1 de Surquillo, Av. P.º de la República 5447

Miraflores
- Centro Comercial Inka Plaza: Av. Arequipa 5031
- Parque Reducto N°2: Calle Ramón Ribeyro 490